# ستيوارت مكافري
ستيوارت مكافري (بالإنجليزية: Stuart McCaffrey)‏ (30 مايو 1979 بغلاسكو في المملكة المتحدة - ) هو لاعب كرة قدم بريطاني في مركز الدفاع. لعب مع سانت جونستون ونادي أبردين ونادي إنفرنيس ونادي هيبرنيان ونادي غرينوك مورتون.

## وصلات خارجية
- ستيوارت مكافري على موقع قاعدة بيانات كرة القدم.إي يو (الإنجليزية)
- ستيوارت مكافري على موقع Soccerbase.com (لاعب) (الإنجليزية)